# Argun Aga
Argun Aga (Arghun Agha, mongol Arqun Aqa) (mort 1275) fou un administrador mongol de l'Iran (1243-1255), de la tribu oirat, fill de Taidju, comandant mongol de deu mil soldats. És possible que fos musulmà al final de la seva vida, però no hi ha cap prova excepte que ho diu un historiador (Kirakos) mentre que cap més ho assenyala.
Manava un destacament de mil soldats (aquests destacaments eren coneguts com a "Petit millar" {hazaracba) que s'havien format fora de l'exèrcit mongol per la segregació de tres (ja'un) soldats de cada cent (qurban) sense considerar la seva afiliació tribal. Vegeu Ja'un-i-Qurban.
Estava al servei de l'amir Kadan, cap de la tribu dels djalayir, que el va enviar junt amb el seu propi fill a servir a Ogodei i com que dominava l'escriptura uigur fou enrolat entre els secretaris (bitikcian) del kan; en aquesta posició al cap d'un temps se li va encarregar els càrrecs contra Korguz, el governador de Khurasan, i l'acusat es va poder justificar i Argun va ser nomenat llavors el seu col·lega (noker) amb la funció de recaptador (basqaq). Korguz es mostrava en desacord i després d'un temps d'una autoritat compartida de manera conflictiva, Argun es va retirar cap a l'est.
A la mort d'Ogodei el 1241 va influir a la cort la facció oposada a Korguz, i Argun fou encarregat d'arrestar al general-governador i portar-lo a Mongòlia; així ho va fer i Korguz fou entregat pels comandants militars al seu adversari Kara Hülegü que el va fer matar (1242). La regent Toragana va encarregar llavors a Arghun Agha l'administració de tots els territoris a l'oest de l'Oxus, fins a Anatòlia. Va arribar al Khurasan el 1243 o 1244. El 1246 fou cridat a Mongòlia per l'entronització de Guyuk, que el va confirmar al càrrec. Home cultivat i acostumat als afers d'estat, va trencar les esperances dels senyors mongols quan va continuar amb la política iniciada per Körguz, protegint la població iraniana contra les violències dels mongols, i liquidant l'anarquia feudal
A la seva tornada al Khurasan va coincidir probablement amb el frare dominic Ascelí (el company d'aquest, Simó de Sant Quintí, esmenta al magnus consiliarius Anguta que diu que va arribar el 17 de juliol de 1247 al campament del general mongol Baidju o Baydju amb autoritat per governar Geòrgia. Pelliot considera que Anguta era en realitat el general Ildjigidei (Eljigidei o Ilčikaday) però de fet aquest no va rebre el comandament de Guyuk fins al setembre de 1247 i no va arribar a l'Iran fins a l'abril del 1248.
A la mort de Guyuk l'abril del 1248 es van presentar càrrecs en contra seu per part de la viuda de Guyuk. L'estiu del 1249 Argun estava ja convençut de poder enfrontar els càrrecs en obtenir suports a totes les branques de la família genguiskànida, cosa que li va permetre superar el període de lluita pel poder i l'eliminació dels ogodeïdes i els seus seguidors (incloent el general Eljigidei). Va anar a Mongòlia el 1251 per l'entronització del nou kan Mongke però va fer tard; tot i així la seva autoritat sobre les regions occidentals fou confirmada pel nou kan i les regions confiades al general Eljigidei li foren retornades.Möngke va establir, a petició d'Arghun, un sistema fiscal més just i rigorós, eliminant les exempcions dels senyors mongols, que generalment se l'havien atorgat ells mateixos, i va prohibir la imposició arbitrària de tributs. Seguint el model de la Transoxiana, va introduir un tribut únic proporcional als ingressos del tributari, en lloc de beneficis irregulars procedents dels saquejos; el nou sistema va contribuir a un redreçament lent però efectiu de l'economia, que permetia pagar l'exèrcit i els serveis essencials.
Vers el 1255 es van aixecar noves acusacions i es va enviar un inspector a examinar el comptes. El 1256 va arribar a Pèrsia el príncep Hulagu (germà de Mongke) amb un gran exèrcit. Argun estava retornant a Mongòlia quan va quedar aturat a Transoxiana per Hulagu uns mesos però finalment va poder seguir viatge (estiu del 1256) i va aconseguir triomfar una vegada més dels seus enemics a la cort (segons una font armènia fou empresonat i carregat de cadenes però es va salvar per la intercessió del príncep Simbaci Orbelian).
Va retornar a Pèrsia i va servir a Hulagu i al seu fill Abaka generalment com a recaptador. Del 1259 al 1261 va dirigir operacions militars contra senyors rebels a Geòrgia i el 1262 fou enviat al Khurasan junt amb Abaka per cooperar amb el txagatai Alqu contra l'Horda d'Or.
Abaka va succeir al seu pare el 1265 i llavors Argun va passar al servei de Tubshin, germà petit del nou Il-kan, que havia estat nomenat governador del Khurasan i va participar en la guerra contra les forces del kanat Txagatai el 1269/1270. El 1272 o 1273 va fer el cens a Geòrgia.
Va morir a Radkan, prop de Tus, el 17 de juny de 1275. Va deixar bon nombre de fills entre els quals destaca el general Nawruz, governador del Khorasan (1278-1297) que es va revoltar al Khurasan (1289-1294 i 1296-1297) que fou executat el 1297 sota Ghazan Khan.